# معجم تأثيلي
المعجم التأثيلي أو المعجم الاشتقاقي هو نوع من المعجمات يهتمّ بردّ الكلمات إلى أصولها الاشتقاقية، وبيان لغاتها الأصلية التي اُستُعيرت منها، مع إيضاح دلالاتها، وبيان طرقها المباشرة وغير المباشرة التي نفذت منها، ورصد التحوّلات الصوتية والصرفية والدلالية التي طرأت عليها، والقوانين المتحكّمة في هذه التحوّلات، كما قد يقدّم المعجم التأثيلي اقتراحات متعلّقة بأصول بعض الكلمات غير المؤكّدة أو المتنازع عليها أو المجهولة الأصل، وربّما يصدر حكما ترجيحيا بشأنها.
يعتمد التأثيل على الوثائق المكتوبة، وفي حال انتفاء وجود هذه الوثائق، فإنّه يلجأ إلى منهج علم اللغة المقارن، وعلى ذلك يعتبر المعجم التأثيلي تحصيلا للبحث في علم اللغة التاريخي. لا تتوفّر العربية على معجم تأثيلي عام وشامل لكلّ ألفاظ العربية، باستثناء بعض كتب المُعرّب والدخيل التي ظهرت قديما، وأغلبها يفتقر إلى معلومات دقيقة ووافية لافتقار أصحابها إلى المعرفة بأصول التأثيل والتعمّق في دراسة اللغات الأجنبية. تعتبر أعمالهم جهودا فردية، إذ يشيرون إلى أنّ هذا اللفظ أو ذلك دخيل أو معرّب أو مولّد أو مستعار من لغة معيّنة.